# Görgey Artúr utca (Miskolc)
A Görgey Artúr utca (volt Felszabadítók útja) Miskolc egyik utcája. Nyomvonala már a középkorban kialakult, amikor a városba vezető egyik fontos országút haladt erre, de beépülésére csak a 20. század első felében került sor. Mai nevét először 1934-ben kapta, majd a rendszerváltás után kapta vissza. A város több jelentős épülete is itt található, köztük a Herman Ottó Múzeum főépülete, a II. Rákóczi Ferenc Megyei Könyvtár és a Kós-ház.

## Elhelyezkedése
Az utca kb. 450 m hosszú, egyenes, szinte pontosan észak-déli irányú, végig négysávos út. Nyugati oldala teljes egészében beépített; keletről jelentős részben a Népkert határolja. Az utca a Csabai kapu folytatása észak felé; a Mindszent térig tart. Északi végében, a körforgalomnál Y alakban ágazik el az út: jobboldalt a Corvin utca halad, a bal oldali út egy rövid szakaszon még a Görgey utca nevet viseli, majd ugyanez az út a Mindszent tér, utána a Villanyrendőrig a Szemere utca nevet viseli. Déli végében egyenesen folytatódik a Csabai kapu nevű útban, ezen a ponton kétoldalt az Avas felé vezető Szabadságharc utca, illetve a népkerti Lévay József utca ágazik le belőle. Mellékutcái nyugat felől a Kisavas sor, a Mikes Kelemen utca, a Szabadságharc utca, kelet felől a Corvin utca, a Dusik Lajos sétány, a Budai József és a Lévay József utca.

## Története

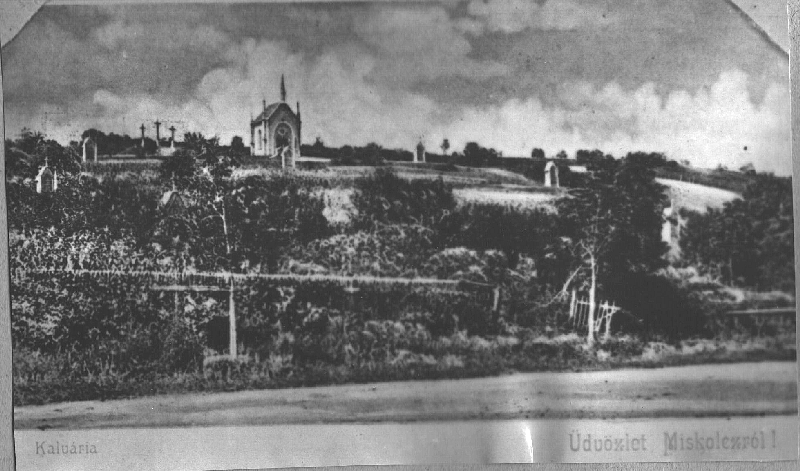
A Kálvária régen – a mai utca a domb aljában fut

A városból kiágazó országutak – melyek nevét Miskolc kapui őrzik – útvonala már a középkorban kialakult. A város főútját jelentő kelet-nyugati irányú szekérutat a 11. századig nem keresztezi észak-déli irányú; ekkor alakul ki elsőként a dél felé vezető. Ez a Miskolctól akkor kb. 2,5 kilométerre fekvő Hejőcsaba felé haladt, a 16. századtól a mai belvárostól délre létrejött Mindszent községen át; az egykor itt állt városkaput 1618-ban Mindszenti kapu, 1685-ben Csabai kapu néven említik. Utóbbi nevét később az út is átvette; jelenleg is létező utcanév Miskolcon. (Mindszent községet 1880-ban, Hejőcsabát 1945-ben csatolták Miskolchoz.) Itt állt a város egyik legkorábbi vendéglátó egysége, a Zöldfa fogadó (nevét az 1970-es évek közepéig utcanév őrizte kissé északabbra).
Magyarország első katonai felmérésén (1782–1785) az út még országútként szerepel; tőle keletre az Avas szőlővel beültetett keleti domboldala látható. Az 1860-as években, a második katonai felmérésen még ugyanígy fest, az 1883-as harmadik felmérésen azonban már ábrázolják az út keleti oldalán a Népkertet, a nyugatin az 1860–64 között megépült Kálváriát. Az úttól délre már állt a kórház, amit az országúton lehetett megközelíteni. Adler Károly 1895-ös városrendezési tervében a mai Görgey utca és déli folytatása, a mai Csabai kapu egyaránt Csabai kapuként szerepel, még beépítetlen területként, bár két oldalán a Népkertet és a Kálváriát már nevesíti. Innentől a terület rohamosan épül be, 1912-re már a Népkert és a kórház közötti villanegyed is kiépült.
Az út Mindszenti templom és Lévay József utca közti szakasza 1934. március 27-én vette fel Görgey Artúr nevét. Ekkor egy teret is kialakítottak a déli végében (ahol ma a Szabadságharc utca leágazik belőle), a tér a Görgey tér nevet kapta, itt állították fel a tábornok mellszobrát.

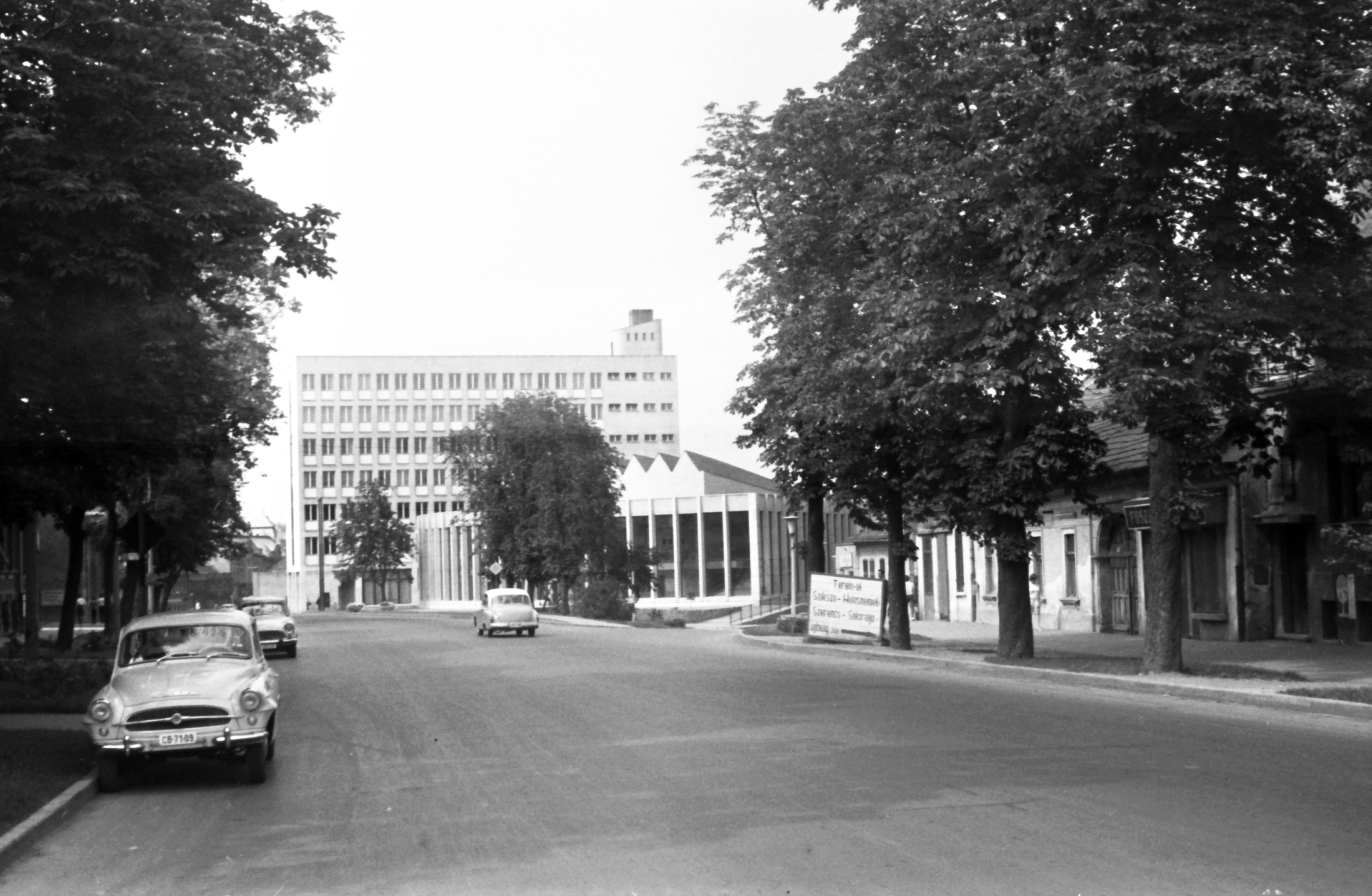
A SZOT székház és a művelődési ház

Miskolc és Diósgyőr egyesítése után, 1947-ben a diósgyőri Görgey Artúr utcát átnevezték Szabó Dezső utcára, hogy elkerüljék a névazonosságot a két utca között, 1950-re azonban a miskolci Görgey utcát is átnevezték – 1950-ben már Felszabadítók útja néven említik –, így a Görgey utcanév több mint negyven évre megszűnt a városban.
A Felszabadítók útja kialakítása ebben az időben még szimmetrikus: északi és déli harmadán is kétoldalt házak sorakoznak, középső részén keletről a Népkert, nyugatról a Kálvária domboldala nyílik. Az ezt követő évtizedekben jelentős mértékű átalakítás zajlott azzal összhangban, hogy a területen hivatali-kulturális jellegű intézményközpont kialakítását tervezték. Ennek egyik első lépéseként épült fel a Kálvária alatt az MSZMP pártszékháza 1952-ben; a Vincze Pál tervei alapján, szocialista realista stílusban épült épület 1980-tól a Herman Ottó Múzeum főépületeként szolgál. Az épület zártabbá tette az utcát, elvágta a Népkert és a Kálvária kapcsolatát. Az utca keleti oldalán még drasztikusabb átalakítás zajlott: a Mindszent tértől (ahol 1963-ban felépült a szakszervezeti székház és a hozzá kapcsolódó, 1967-től Rónai Sándor nevét viselő művelődési ház) a Népkertig húzódó házsort az 1970-es években teljes egészében lebontották. Érdekesség, hogy mind az 1972-ben átadott II. Rákóczi Ferenc Megyei Könyvtár, mind az 1970-ben felépült Sportcsarnok állt már a házsor mögött, mikor 1976 körül lebontották az 5., 7. és 9. számú házat.
Az út egészen 1981-ig a 3-as főút egyik szakaszát képezte, de az egyre növekvő forgalom nagy terhet rótt rá. Már 1970–71-ben megépült az úttal párhuzamosan a Vándor Sándor utca (mai Király utca), melynek célja a Felszabadítók útja tehermentesítése volt. 1973 és 1985 közt három ütemben felépült az avasi lakótelep, ahonnan a Belváros felé vezető legrövidebb út szintén ezen az úton vezetett (a Szabadságharc utca felől), ez még nagyobb forgalmat terelt az utcára. 1981 júliusában végül átadták a 3-as út új szakaszát, amely a Tapolcai elágazásnál eltért a korábbi útvonaltól, és a Szilágyi Dezső – Vándor Sándor utcákon haladt, elkerülve a Felszabadítók útját és a Belvárost.
A Déli Hírlap 1991. október 2-án tette közzé 31, már elavult, szocialista kori utcanév megváltozását; ennek értelmében a Felszabadítók útja – „a Mindszenti templomtól a Túri boltig” – Görgey Artúr nevét viseli. Korábban felmerült az is, hogy az Aulich, Dessewffy és Klapka utcák közelében lévő Ifjúság útja kapja meg Görgey nevét, végül azonban az eredeti Görgey utca kapta vissza a nevet.

## Neve

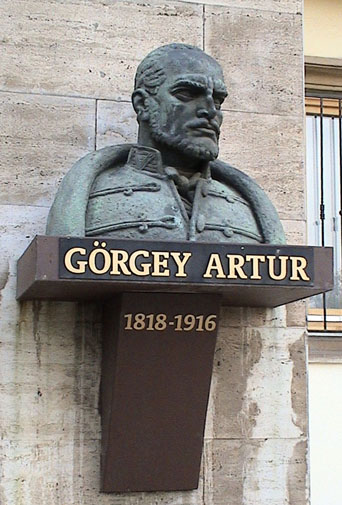
Görgey szobra

Görgey Artúr az 1848-49-es szabadságharc idején háromszor járt Miskolcon csapatai élén: először a bányavárosokból jövet, 1849. február 22-24. közt vonult át Kápolna felé, majd március közepén, a tavaszi hadjárat küszöbén, végül pedig Komáromból a Tiszántúlra tartva, július 23-28. közt. A családnak a 19.-20. században több tagja élt Miskolcon: Görgey Artúr unokaöccse, id. Görgey László (1843–1911) a MÁV miskolci üzletvezetőségének igazgatója és országgyűlési képviselő volt, 1903-ban épült szecessziós villája ma is áll a Görgey út 26. szám alatt. Fia, ifj. László (1877–1943?) szintén országgyűlési képviselő volt.
A korábban a Csabai kapu részét képező útnak a Mindszenti templom és Lévay József utca közti szakasza 1934. március 27-én vette fel Görgey Artúr nevét. Az utca déli végében kialakított tér is a Görgey tér nevet kapta (ez a tér ma már nem létezik, nagyjából a Görgey, Szabadságharc és Benke József utcák találkozásánál terült el). Május 21-én adták át a tábornok mellszobrát – Sidló Ferenc alkotását, az ország első Görgey-szobrát – a Görgey téren, valamint emléktábláját az itt álló MÁV-bérpalota falán. Az avatás dátuma, május 21-e Buda 1849-es visszafoglalásának, illetve Görgey halálának (1916) az évfordulója is. Az avatóünnepségen a Görgey-rokonság is részt vett, ifj. Görgey László fogadást adott utána Petőfi utcai lakásán. A város már korábban is őrizte a tábornok emlékét; 1930-tól nevét viselte a miskolci 13. számú honvéd gyalogezred, de Görgey-múzeum és könyvtár is létezett. A múzeumban többek közt olyan relikviákat őriztek, mint a tábornok halotti maszkja, 1836-os iskolai bizonyítványa, fénykép az isaszegi csatából. Itt őrizték Görgey naplóját is, amely jelentős történelmi forrásnak minősült, de sajnos nem készült róla másolat. A múzeum gyűjteményét a II. világháború során a németek vagonokra rakták, hogy elmenekítsék az oroszok elől, majd Egernél eltűnt; sorsa – ahogy az emléktábláé is – azóta ismeretlen.
A Sidló Ferenc alkotta mellszobor a világháború utáni ledöntésekor megsérült, később restaurálták. Sokáig a Herman Ottó Múzeum raktárában őrizték; 1997. november 7-én a múzeum Görgey úti főépülete előtt került ismét a nagyközönség szeme elé, és azóta is itt található.

## Nevezetes épületei
Az utca a 20. század elején a kor stílusában kezdett beépülni, eredetileg városszéli zöldövezeti villanegyednek – ebből az időszakból származnak olyan épületei, mint a Görgey-villa vagy az átépítés miatt eredeti stílusát teljesen elveszítő Négyesi-Szepessy-ház. Később a villák mellett bérpaloták is megjelentek, a környék egyre inkább kezdett belvárosi jelleget ölteni. Az út világháború előtti hangulata napjainkban leginkább a múzeumtól délre eső részén maradt meg.
A szocializmus éveiben az utca keleti része jelentős mértékben átépült. Az eredetileg pártszékháznak épült, ma a Herman Ottó Múzeum főépületének helyt adó épület elvágta a Népkert és a Kálvária-domb természetes kapcsolatát; a szecessziós Görgey-villát az elé épült modern társasház takarja az utca felől; az utca sűrűbben beépített keleti oldalát az 1960-as években majdnem teljes egészében lebontották, itt ma modern középületek állnak. Az utcát kétoldalról szegélyező fasor, a Népkert, illetve a keleti oldal szellős beépítettsége ugyanakkor segített megőrizni a környék zöld jellegét.
A Görgey utca a legtöbbször szereplő helyszín a Miskolci települési értéktárban: a Kós-ház, a Vigadó, a Népkert és a Herman Ottó Múzeum mellett a múzeum egyes kiállítási tárgyai és az ide bejegyzett székhelyű alkotócsoport is szerepel benne.

### Páratlan oldal napjainkban

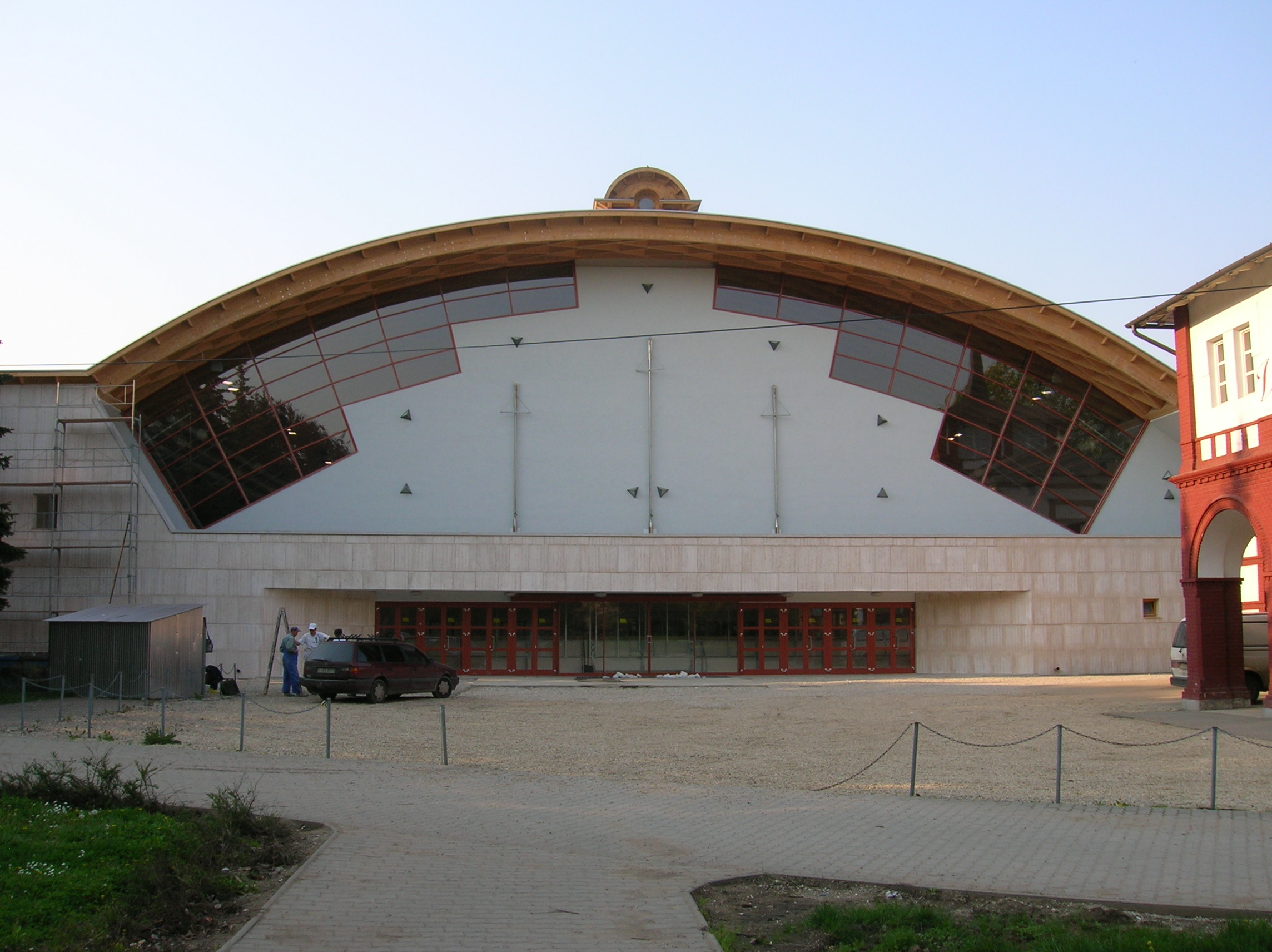
A Jégcsarnok

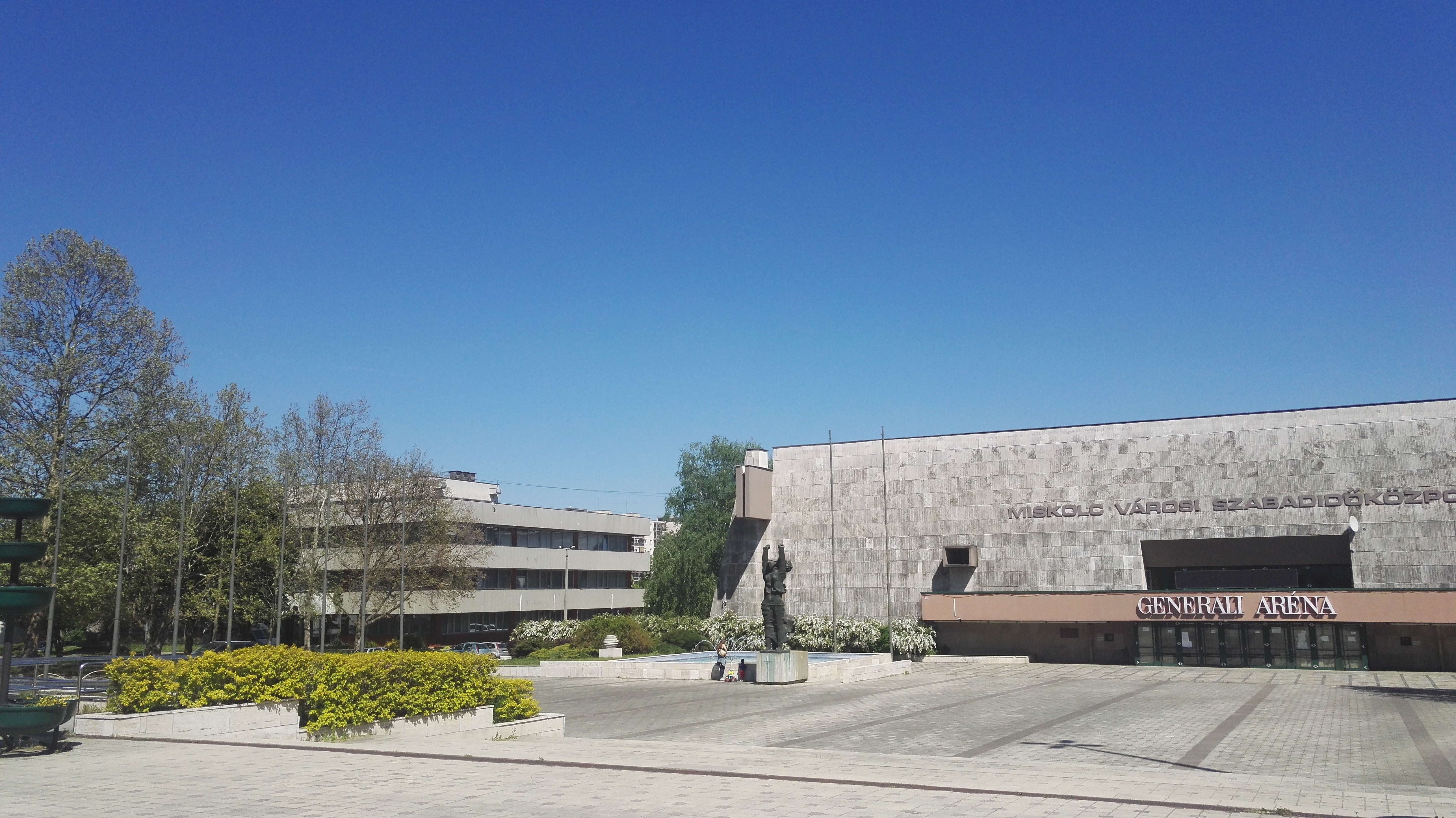
Az utca keleti oldala

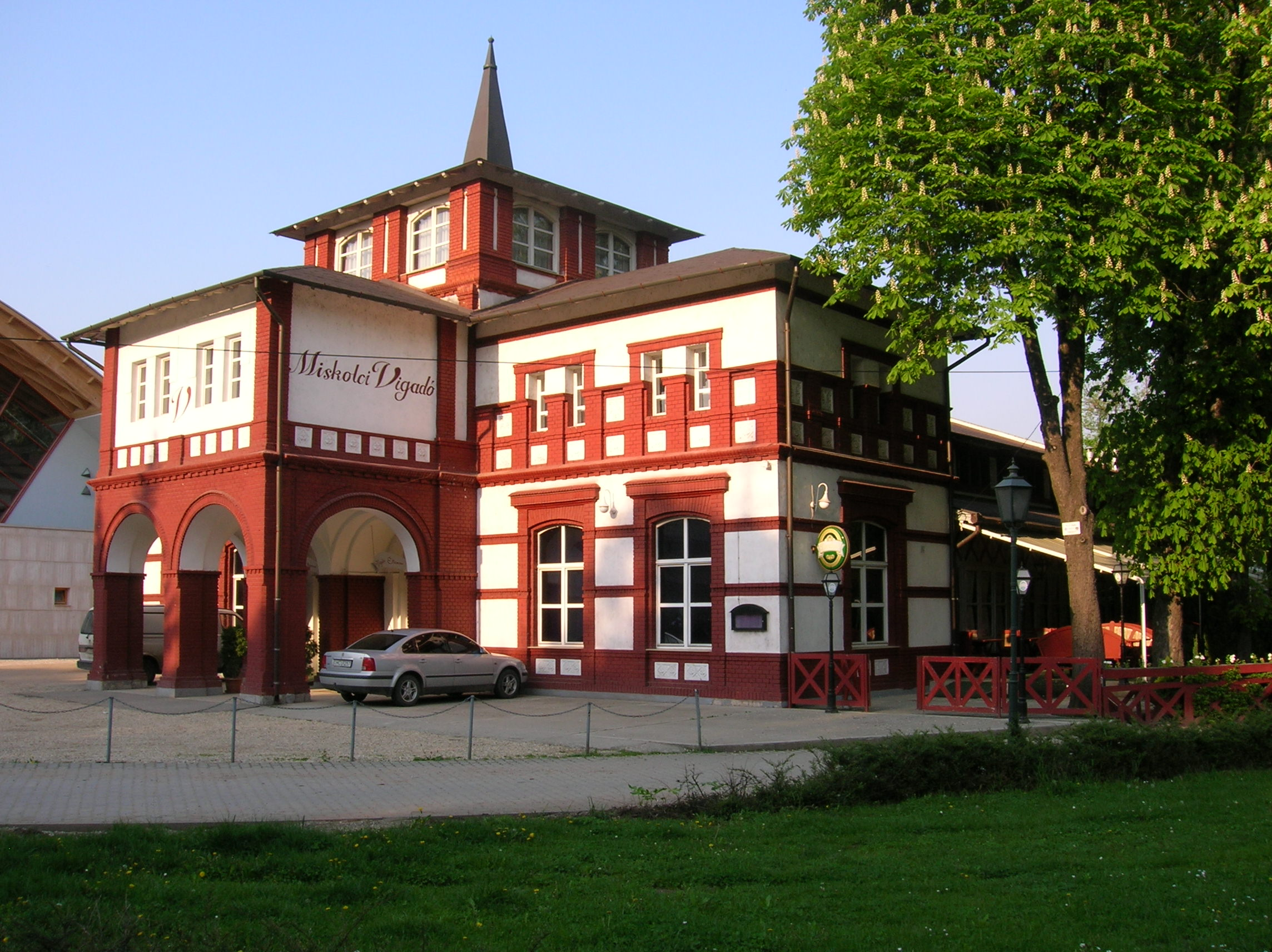
A Vigadó

Tudomány és Technika Háza (Görgey utca 5.)
Az 1985–89 közt épült rendezvény- és konferenciaközpont a környék egyik legfiatalabb épülete. Előadótermeket és kávézót tartalmaz 2017-ben felújították.
Megyei könyvtár (Görgey utca 11.)
1972-ben épült, kétemeletes épület, az utcafronttól beljebb; előtte kis tér található. A város és egyben a megye legnagyobb könyvtára.
Sportcsarnok és Jégcsarnok (Görgey utca 19.)
A Sportcsarnok 1968–70 közt épült, az utca keleti részére tervezett kulturális és szabadidős városnegyed első épületeként. Az utcafronttól beljebb helyezkedik el, előtte szabad tér található. 2005-ben felújították, ekkor épült meg mögötte a Jégcsarnok.
Népkerti Vigadó (Görgey utca 23.)
A Népkertben található, a Görgey utcáról tulajdonképpen a fáktól nem látható, de ide van számozva. 1902–03-ban épült, mai formáját 1927-ben nyerte el. Jelenleg étterem működik benne.
A Görgey utca délkeleti részét két századeleji villaépület zárja (Budai József utca 2. és Lévay József utca 1.), melyek, bár nem a Görgey utcára nyílnak, de felidézik annak eredeti hangulatát. Utóbbi épületben a Népkerti Állatklinika működik.

## Közlekedése
A Görgey utcán mindkét irányba egy buszmegálló található, ezek a Népkert nevet viselik (a buszokon Népkert – Pannon tenger múzeum néven mondják be; megállókódjai: 283 (a Belváros felé), 282 (ellenkező irányba). Mivel az utcán áthalad a Belvárost az Avassal összekötő legrövidebb útvonal, nagy a forgalom. Jelenleg a 2, 12, 14, 14Y, 20, 22, 28, 280, 34, 35R, 43, 44 buszok állnak meg itt.
Ezen az úton haladt 1897 és 1960 között Miskolc egykori második villamosvonala, amely Hejőcsabával kötötte össze a várost.